# خوسيه ليتيلير
خوسيه ليتيلير (بالإسبانية: José Letelier) هو مدرب كرة قدم ولاعب كرة قدم تشيلي في مركز حراسة المرمى، ولد في 23 مايو 1966 في سانتياغو في تشيلي. لعب مع كولو-كولو.

## وصلات خارجية
- خوسيه ليتيلير على موقع الاتحاد الدولي (مؤرشف)  (الإنجليزية)
- خوسيه ليتيلير على موقع قاعدة بيانات كرة القدم.إي يو (الإنجليزية)
- خوسيه ليتيلير على موقع Soccerway.com (الإنجليزية)
- خوسيه ليتيلير على موقع أوليمبيديا (الإنجليزية)